# Canon de 155 mm modèle F3 automoteur
Le canon de 155 mm modèle F3 automouvant, est un canon automoteur français développé au début des années 1950 à partir de l'AMX-13. Il s'agit de l'automoteur d'artillerie le plus petit et le plus léger jamais construit, ce qui en fit un succès à l'export.

## Histoire

### Conception
Dès fin 1945, la France lance la conception de nouvelles pièces d'artillerie destinées à remplacer le matériel américain en service, dont un automoteur de calibre 155 mm pour remplacer le M41 "Gorilla". Son cahier des charges stipule que l'armement de l'automoteur devra reprendre le tube de l'obusier de calibre 155 mm Modèle 50 en cours de développement monté en casemate sur un châssis chenillé, le tout sans chargement automatique.
Des expérimentations menées sur des Hummel allemands mettent en évidence la nécessité de placer le moteur à l'avant de l'automoteur, cependant à la suite d'une erreur de coordination de la Direction des Études et Fabrication d'Armement c'est un châssis avec moteur à l'arrière qui est choisi pour le développement de cet automoteur. Les essais menés avec un châssis de Lorraine 37L sont ainsi un échec et le développement de cet engin prend fin en 1959.
En 1958, des études sont menées pour créer un automoteur à partir d'un châssis d'AMX-13 et du tube rallongé de l'obusier de calibre 155 mm Modèle 50 en masse pivotante. Un prototype est présenté en 1964 et est adopté en 1969 sous le nom de "Canon automouvant de 155 Mle F3 Am".

### Production

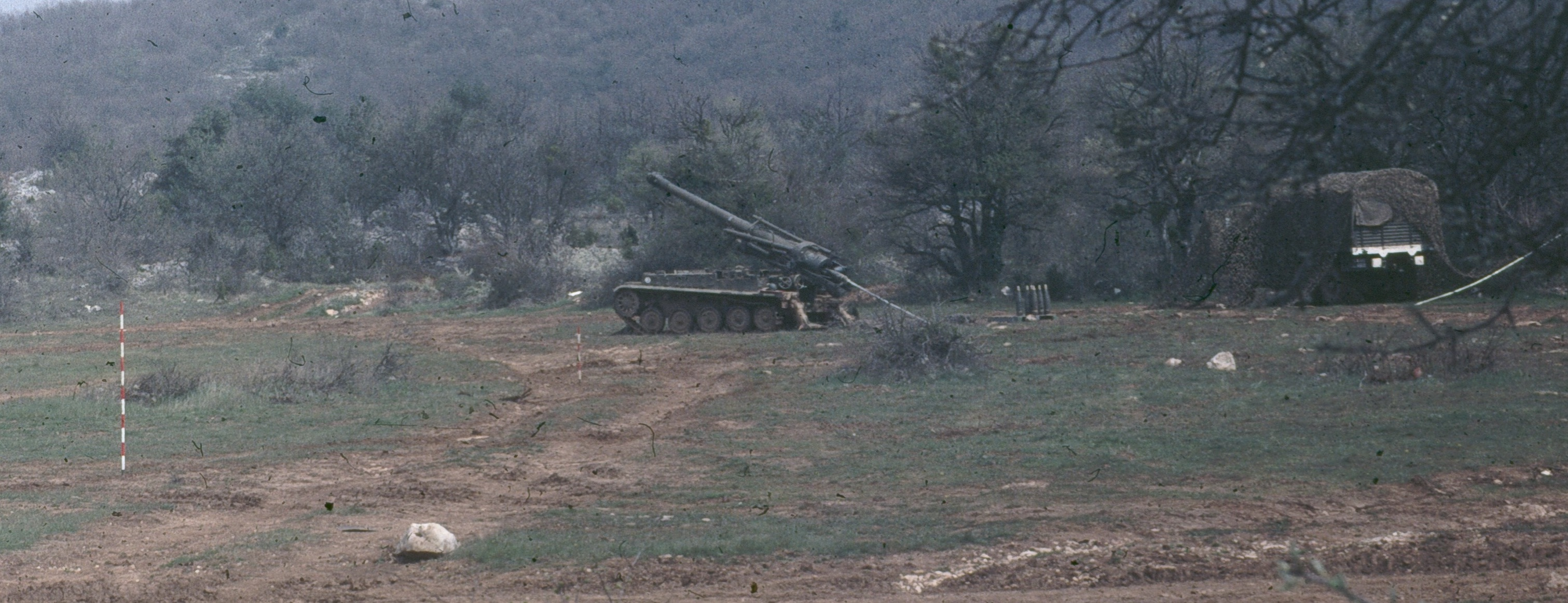
Une pièce de 155 AMF3 avec son équipement au camp de Canjuers en 1980.

La production de l'AMX-13 F3 commence en 1968 et se termine en 1997 pour un total de 621 exemplaires produits.
Le tube de l'AMX-13 F3 est produit par les Ateliers de Construction de Tarbes (ATS) et le châssis est initialement fabriqué par les Ateliers de Construction de Roanne (ARE) avec l'ensemble des autres AMX-13 tandis que l'Établissement d’Études et de Fabrication d'Armement de Bourges (EFAB) est chargé de l'intégration du tube avec le châssis. Cependant en 1965, les chaînes de montage de l'AMX-30 remplacent celles de l'AMX-13 à Roanne, entrainant la transfert de la production des AMX-13 F3 à Chalon-sur-Saône sous la responsabilité de la société Creusot-Loire, racheté par GIAT Industries en 1992.

## Caractéristiques
Armement

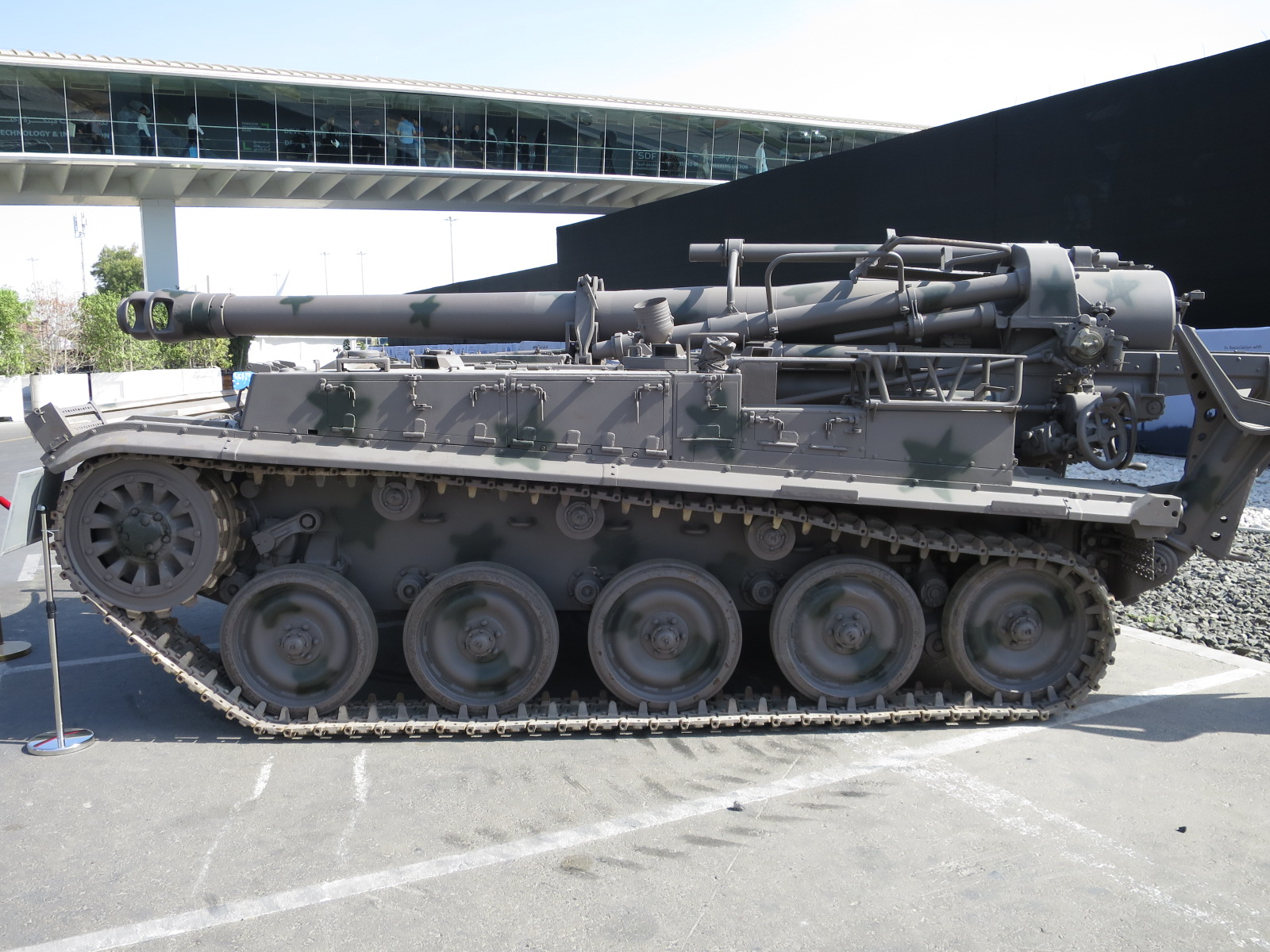
Un F3 de l'Armée de terre des Émirats arabes unis exposé lors de l'International Defence Exhibition d'Abou Dabi en 2023.

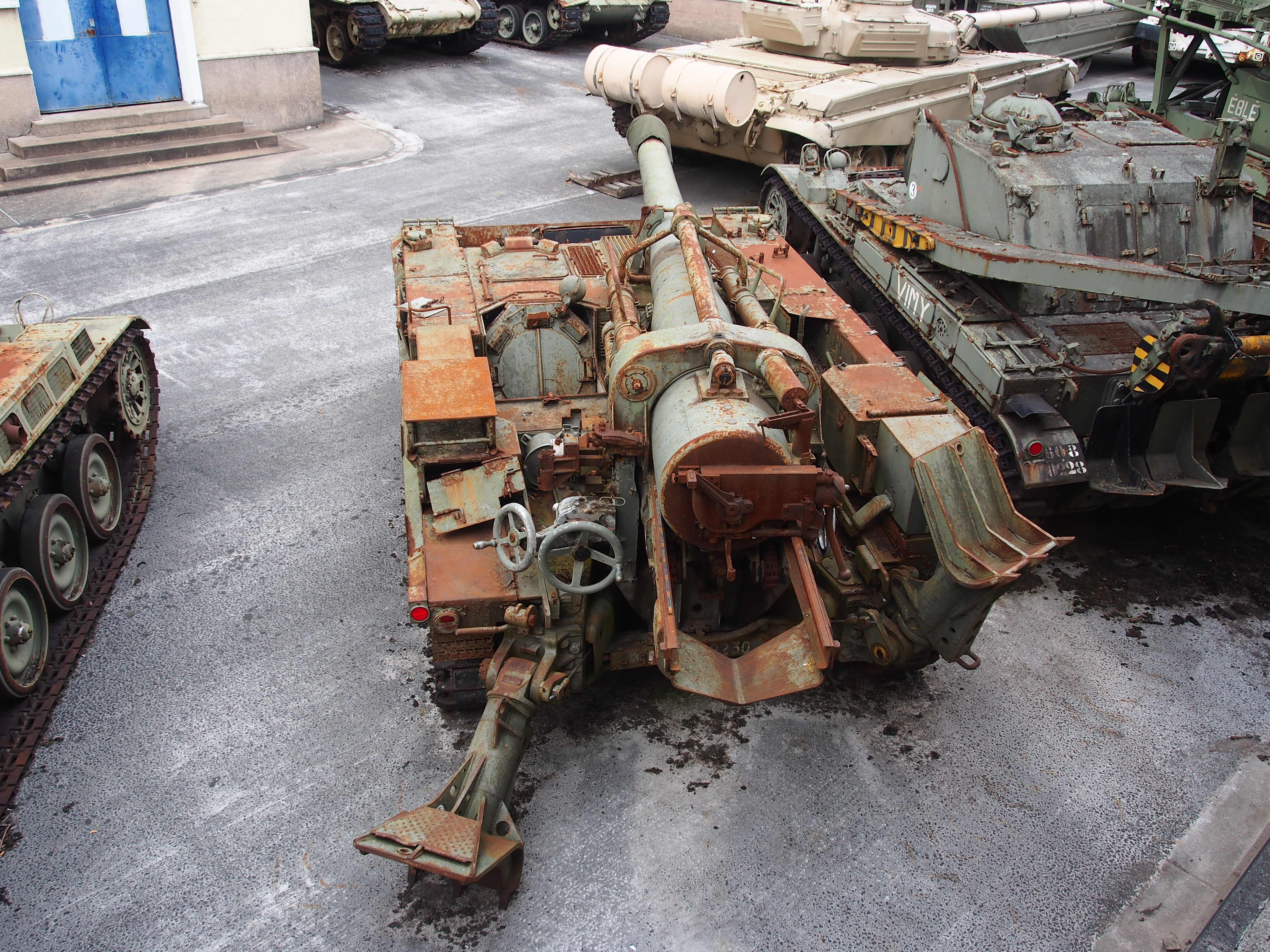
Vue arrière du F3.

L'AMX-F3 est équipée d'un canon de 155 mm long de 33 calibres (soit 5,12 mètres) avec un frein de bouche à double déflecteur monté en masse pivotante sur le châssis avec un mécanisme de recul hydraulique. Il peut tirer des obus américain M107 et français Mle 56 à 20 km à la cadence maximale de 3 à 6 coups par minute.
Mobilité
L'AMX-F3 dispose de l'excellente capacité de projection de l'AMX-13 grâce à un réservoir de 450 litres qui lui donne 300 km d'autonomie tandis que son moteur à essence SOFAM 8Gxb lui assure une vitesse maximale de 60 km/h. Sa petite taille et son faible poids facilite également son aérotransport. Sa mobilité tout terrain est également admirable, pouvant traverser des gués d'un mètre ou des tranchées d'un mètre et demi.
Ces performances peuvent être améliorées en remplaçant le moteur à essence par un moteur diesel, l'autonomie passant à 450 km et la vitesse maximale à 64 km/h.
Mise en œuvre
L'AMX-13 F3 ne peut que mettre deux des huit membres d'équipage sous son blindage de 20 mm en raison de ses petites dimensions. Ainsi, l'automoteur nécessite d'être accompagné par un véhicule de soutien embarquant les six autres servants de la pièce ainsi que les munitions. Il s'agit soit d'un camion soit de l'AMX-VCA (Véhicule Chenillé d'Accompagnement) qui peut transporter l'équipage et vingt-cinq obus avec leurs charges propulsives tout en tractant une remorque de ravitaillement en munition ARE 2T F2 contenant trente obus supplémentaires avec leurs charges propulsives.

## Utilisateurs

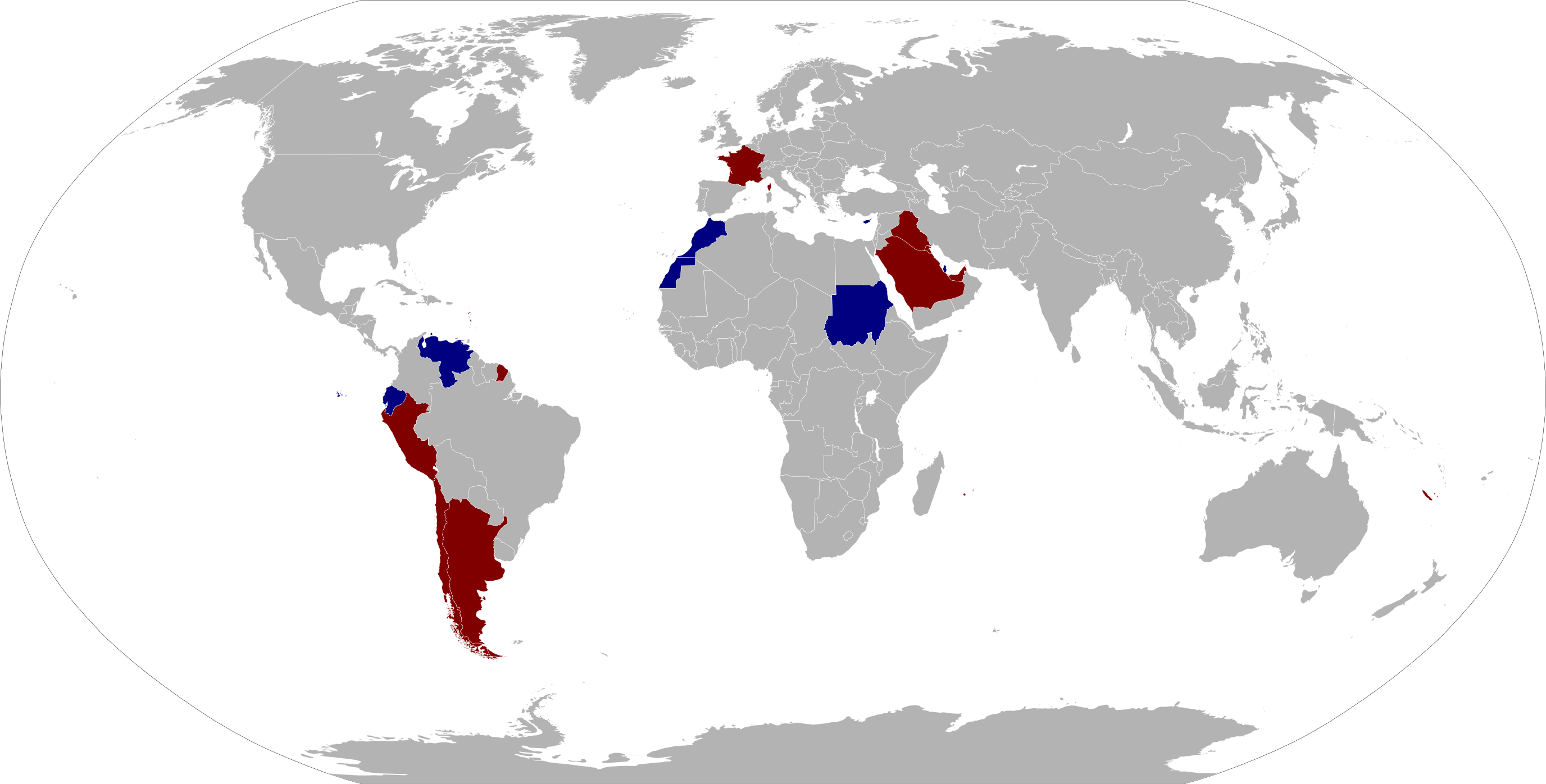
Utilisateurs de l'AMX-13 F3
Actuels pays utilisateurs
Anciens pays utilisateurs

L'AMX-13 F3 fut un important succès à l'export en raison de son faible coût de 1,31 million de dollars américains, les deux tiers des automoteurs produits ayant été vendus à des pays étrangers.

### Utilisateurs actuels
Chypre
Garde nationale chypriote : 12 AMX-13 F3 sont livrés en 1991 avec 12 AMX-VCI pour former une batterie d'artillerie. Il s'agit du premier automoteur d'artillerie chypriote qui fut plus tard modernisé en remplaçant le moteur à essence SOFAM 8Gxb par un moteur diesel de l'américain Detroit Diesel Corporation.
 Équateur
Forces armées équatoriennes : 15 AMX-13 F3 sont livrés en 1976 (12 selon le SIPRI).
 Maroc
Armée royale : 100 AMX-13 F3 sont livrés entre 1975 et 1997 (74 selon le SIPRI, dont certains de seconde main livrés par la France), leur canon et moteur ont été modernisés.
 Qatar
Forces armées qatariennes : 22 AMX-13 F3 sont livrés entre 1980 et 1988.
 Soudan
Forces armées soudanaises : 11 AMX-13 F3 sont livrés en 1981.
 Venezuela
Armée de terre vénézuélienne : 12 AMX-13 F3 sont livrés en 1972 et 1973 (20 selon d'autres sources) et sont servis par le 415ème Groupe d'Artillerie de Campagne Auto-mouvant Général de Division Juan Jacinto Lara puis par le 115ème Groupe d'Artillerie de Campagne Auto-mouvant "Freites". En 2021, ces automoteurs sont modernisés,.

### Anciens utilisateurs
Arabie saoudite
Armée de terre saoudienne : un nombre inconnu d'AMX-13 F3 sont livrés.
 Argentine
Armée de terre argentine : 24 AMX-13 F3 sont livrés en 1969 après une production sous licence dans le cadre de la motorisation de l'armée. Les engins subissent deux modernisations permettant une durée de vie de 50 ans au lieu des 20 initialement prévus.
En décembre 2013, l'Argentine prévoit d'acheter 36 M109A2 ou M109A5 pour remplacer ses AMX-13 F3, qui deviennent des pièces de musés en 2018.
 Chili
Armée de terre chilienne : 47 AMX-13 F3 sont livrés en 1981 (12 selon le SIPRI).
 Émirats arabes unis
Armée de terre des Émirats arabes unis : 20 AMX-13 F3 sont livrés en 1978 et 1982.
 France
Armée de terre française : 222 AMX-13 F3 sont livrés à partir des années 1970 aux régiments d'artillerie, ils sont ensuite remplacés par l'automoteur AuF1.
Un exemplaire est restauré en 2021 au 40e régiment d'artillerie de Suippes avec l'aide du 8e régiment du matériel comme témoin de l'histoire opérationnelle de l'unité.
 Irak
Forces armées irakiennes : 20 AMX-13 F3 sont capturés pendant l'invasion du Koweït d'août 1990.
 Koweït
Armée de terre koweïtienne : 40 AMX-13 F3 sont livrés entre 1968 et 1983 (28 selon le SIPRI). Une partie des automoteurs est capturée par l'Irak à l'issue de son invasion du Koweït d'août 1990. A l'issue de la guerre du Golfe, les exemplaires restant sont remplacés par des AuF-1 français de seconde main.
 Pérou
Armée péruvienne : 12 AMX-13 F3 sont livrés.

## Engagements

### Guerre du Kippour
Lors de la guerre du Kippour, une compagnie d'artillerie équipée d'AMX-13 F3 est déployée en Syrie au sein de la force "Al-Jahra Al-Majfalah" à partir du 20 octobre 1973. Cette force est rattachée à la 3e division blindée syrienne (en) et est chargée de protéger la capitale syrienne Damas, avant de quitter le pays le 25 septembre 1974.

### Guerre civile libanaise
Dans le cadre de la Force multinationale de sécurité à Beyrouth, l'armée française déploie une batterie d'AMX-13 F3 du 12e régiment d'artillerie puis du 68e régiment d'artillerie d'Afrique.

### Conflit au Sahara occidental
Dans le cadre du conflit au Sahara occidental, les AMX-13 F3 de l'Armée royale marocaine sont utilisés au sein de Groupes d'artillerie pour garder le Mur des sables contre les incursions armées du Front Polisario.

### Invasion du Koweït
Lors de l'invasion du Koweït par l'Irak en 1990, les AMX-13 F3 de l'Armée de terre koweïtienne ne s'opposent pas à l'invasion irakienne en raison de l'impréparation des unités devant les mettre en œuvre. Ces automoteurs ne réussirent pas à fuir en Arabie saoudite et la moitié d'entre eux est capturée par l'armée irakienne.

## Culture populaire
- Dans le jeu vidéo World of Tanks, l'AMX-13 F3 AM est le canon automoteur de niveau VI de la France[21].